# Stufenportal

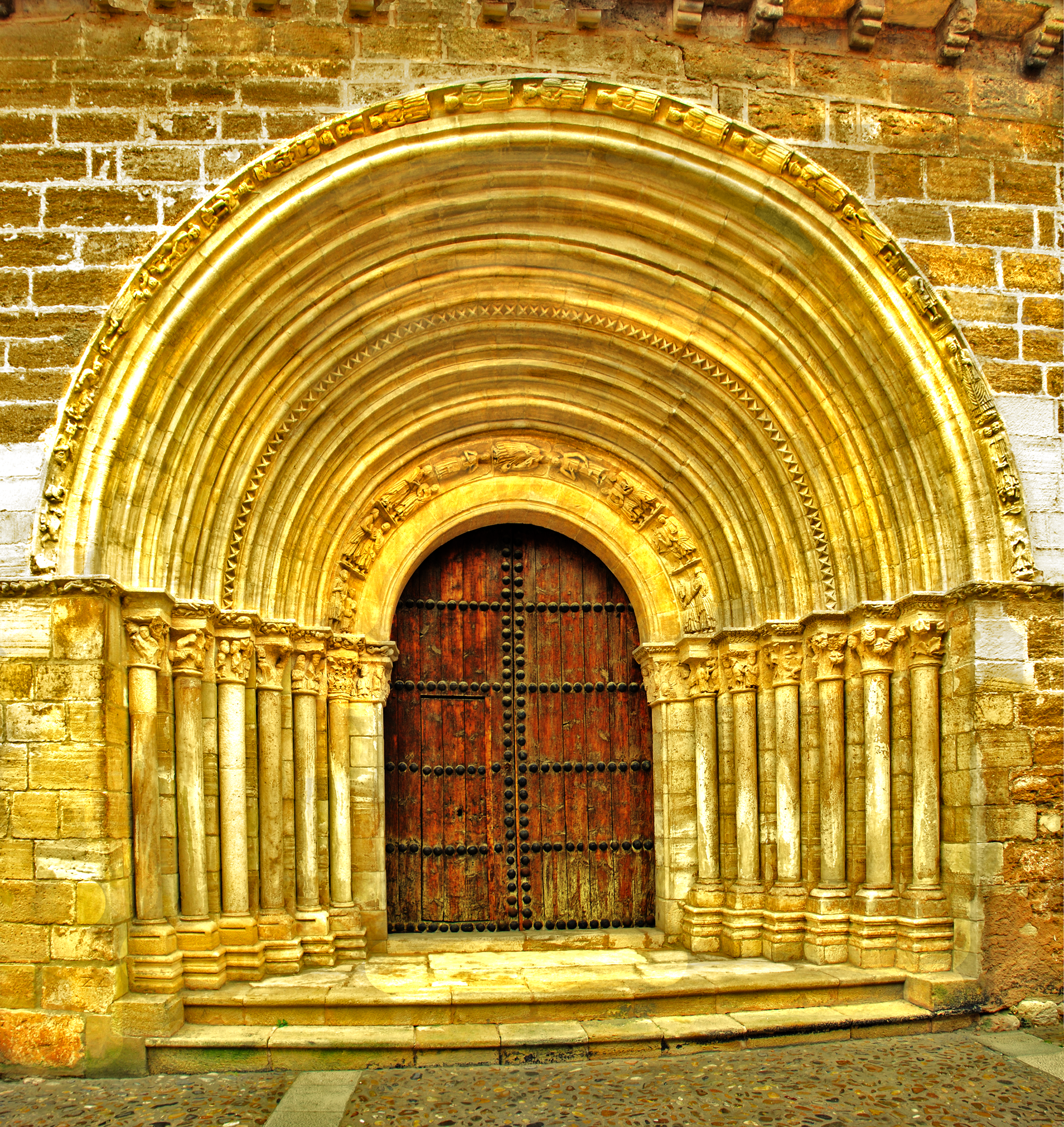
Portal der Kirche San Salvador in Cifuentes, Spanien (13. Jh.)

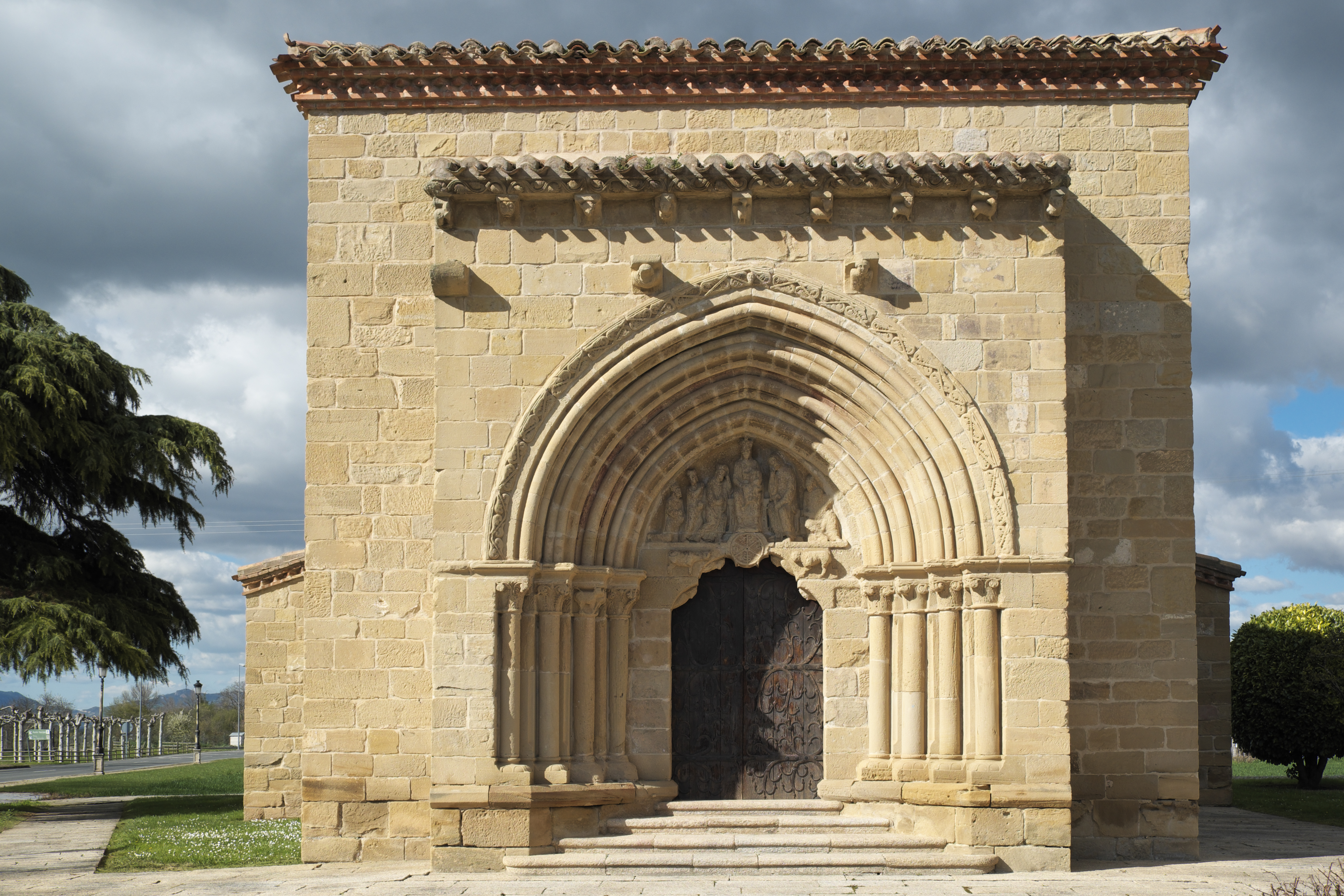
Portal der Ermita Santa Cruz in Bañares, Spanien (13. Jh.)

Bei einem Stufenportal (englisch archivolted portal) handelt es sich um ein repräsentatives Portal, das durch seine Bauart die Türöffnung in der Fassade größer erscheinen lässt. Das Portalgewände verbreitert sich dabei stufenförmig nach außen. Besonders bei großen Mauerdicken lässt sich mit dieser Bauart ein beträchtlicher optischer Effekt erzielen; nicht selten wurde die Portaltiefe durch ein Vorziehen der Portalrahmung künstlich vergrößert.

## Geschichte
Stufenportale sind in der antiken Architektur unbekannt. Sie entwickeln sich aus zaghaften Anfängen im 11. Jahrhundert und erreichen ihre Blüte in den Stilepochen der Romanik und der Gotik. Danach verschwinden sie für lange Zeit und tauchen erst an einigen Kirchen der Neoromanik und Neogotik wieder auf.

## Verbreitung
Stufenportale sind Teile von Sakralbauten; an Burgen und Schlössern sowie an städtischen Wohnhäusern sind sie seltener und oft weniger aufwändig ausgeführt. Sie finden sich vorrangig an Kirchen und Kathedralen West- und Südeuropas; einige wenige Portale dieser Art finden sich auch an bedeutenden Kirchen Osteuropas.

## Baudekor
Bei vielen Kirchen und Kathedralen werden die Portalgewände und die Archivoltenbögen häufig durch Stabformen und/oder Figuren geschmückt und so in ihrer Wirkung verstärkt. 